# Jeżewo (Rozłazino)
Jeżewo (kaszb. Jéżéwò) – osada wsi Rozłazino w Polsce, położona w województwie pomorskim, w powiecie wejherowskim, w gminie Łęczyce. Osada jest częścią sołectwa Rozłazino.
Według danych na dzień 31 grudnia 2011 roku osadę zamieszkuje 111 mieszkańców.

## Położenie
Osada leży nad Jeżowską Strugą. Wieś znajduje się w odległości 25,5 km od Wejherowa i 17 km od Lęborka.

## Historia
Od XIV wieku jako wieś należała do rodziny Witk. Wywodzi się stąd również rodzina Jeżewskich.

Pomiędzy 1945-1954 osada administracyjnie należała do województwa gdańskiego, powiatu lęborskiego, gminy Rozłazino.

Po zniesieniu gmin i pozostawienie w ich miejscu gromad, w latach 1957-1975 osada administracyjnie należała do województwa gdańskiego, powiatu lęborskiego.

W latach 1975–1998 osada administracyjnie należała do województwa gdańskiego.

Obecnie miejscowość zaliczana jest do ziemi lęborskiej włączonej w skład powiatu wejherowskiego.